# Veliki Grabičani
Veliki Grabičani – wieś w Chorwacji, w żupanii kopriwnicko-kriżewczyńskiej, w gminie Rasinja. W 2011 roku liczyła 103 mieszkańców.